# Cosme Blasco
Cosme Blasco y Val (1838-1900) fue un escritor, profesor e historiador español.

## Biografía
Nació en 1838. Zaragozano, fue catedrático de historia de la Universidad de Zaragoza. Usó el seudónimo de «Crispín Botana», con el que publicó La gente de mi tierra, obra que Cejador y Frauca consideró «una colección de chascarrillos vulgares entrelazados entre sí flojamente, en lenguaje pedestre, incorrecto y chabacano de la plebe, solo útil para el filólogo, en los que desmañadamente pretendió pintar el pueblo baturro, no resultándole más que una fea caricatura». Entre sus obras dejó también una Historia de Teruel. Falleció en diciembre de 1900 en Zaragoza y fue enterrado en el cementerio de Torrero.